# Helperich z Plötzkau
Helperich z Plötzkau (ur. ok. 1075, zm. w 1118) – hrabia Plötzkau, w latach 1111–1112 margrabia Marchii Północnej.

## Życiorys
Helperich był najstarszym synem hrabiego Plötzkau Dytryka oraz Matyldy, córki Konrada z Walbeck, burgrabiego Magdeburga. Jego siostra Irmgarda została żoną margrabiego Marchii Północnej Lotara Udona III. Gdy doszło do konfliktu między następcą i zarazem bratem Lotara Udona III Rudolfem I z królem Niemiec Henrykiem III Salickim ten ostatni pozbawił go godności margrabiego Marchii Północnej i oddał ją Helperichowi. Wkrótce jednak Rudolf ją odzyskał.

## Rodzina
Z małżeństwa z Adelą z Beichlingen (pochodzącą z rodu hrabiów Northeimu, wnuczką księcia Bawarii Ottona II) pochodziło troje dzieci:
- Konrad, który także sięgnął po tytuł margrabiego Marchii Północnej,
- Bernard,
- Irmgarda, zakonnica.